# Илюзионистът (филм, 2006)
Вижте пояснителната страница за други значения на Илюзионист.
„Илюзионистът“ (на английски: The Illusionist) е американско-чешки филм от 2006 година, романтична драма на режисьора Нийл Бъргър. Сценарият е базиран на разказа „Eisenheim The Illusionist“ на Стивън Милхаусър. Премиерата на филма е на 18 август 2006 г. в САЩ.

## Сюжет
Внимание:  Текстът по-долу разкрива сюжета на произведението (или части от него)!
Айзенхайм (Едуард Нортън) е талантлив илюзионист, който забавлява и удивлява публиката на Виена в края на XIX век, като привлича вниманието и на престолонаследника принц Леополд (Руфъс Сюъл). Когато годеницата на принца, Софи фон Тешен (Джесика Бийл), помага на илюзиониста на сцената, двамата разпознават един в друг своята детска любов – и заспалите чувства отново пламват. И докато тайната връзка продължава, Леополд възлага на главен инспектор Ул (Пол Джиамати) задачата да изобличи Айзенхайм. А Айзенхайм подготвя най-големият номер в кариерата си – инсценира убедително убийството на Софи от Леополд и заминава заедно с нея в провинцията.

## В ролите
| Актьор              | Роля              |
| ------------------- | ----------------- |
| Едуард Нортън       | Айзенхайм         |
| Джесика Бийл        | Софи              |
| Пол Джиамати        | инспектор Ул      |
| Руфъс Сюъл          | ерцхерцог Леополд |
| Еди Марсан          | Йосеф Фишер       |
| Арън Тейлър-Джонсън | младият Айзенхайм |
| Елеанор Томлинсън   | младата Софи      |
| Вайсент Франклин    | Лошек             |
| Ерик Редман         | Кант Райнър       |

## Награди и номинации
| Награда                                   | Категория          | Номиниран(и) | Резултат  |
| ----------------------------------------- | ------------------ | ------------ | --------- |
| Награди на филмовата академия на САЩ 2006 | Най-добър оператор | Дик Поуп     | номинация |
| Camerimage 2006                           | Най-добър оператор | Дик Поуп     | награда   |

## Дублаж

### Диема Вижън (2007)
| Преводач            | Бисер Пачев                                                                         |
| Режисьор на дублажа | Димитър Кръстев                                                                     |
| Тонрежисьор         | Димитър Кукушев                                                                     |
| Озвучаващи артисти  | Христина Ибришимова Даниела Йорданова Силви Стоицов Димитър Иванчев Николай Николов |